# Orson Scott Card

Orson Scott Card (24. kolovoza, 1951.) je američki pisac, kritičar i konzervativni politički aktivist. Iako piše u nekoliko žanrova, najpoznatiji je po svojim znanstveno-fantastičnim romanima iz serijala o Enderu. Prva dva dijela, Enderova igra (Ender's game, 1985.) i Govornik za mrtve (Speaker for the death, 1986.) su dobili i Huga i Nebulu, te je Card tako postao jedini pisac koji je dvije godine zaredom osvojio dvije najvažnije znanstveno-fantastične nagrade za književnost.

## Osobni život
Potomak je dvojice od najvećih američkih mormona, Charlesa Ore Carda i Briana Younga. Rođen je u Richlandu, Washington, ali je odrastao i u Kaliforniji, Arizoni i Utahu. Pripadnik je Crkve Isusa Krista svetaca posljednjih dana. Diplomirao je na sveučilištu u Salt Lake Cityu. Živi u Greensboru, Sjeverna Karolina.

## Karijera
Počeo je kao pjesnik, prve priče objavljuje u drugoj polovici 70-tih dok je pomoćnik urednika u Ensingu, mormonskom listu. Priča "Enderova igra" je prvi put objavljena u antologiji Analog science fiction and fact 1977. 
Znanstvenu fantastiku piše kao tzv. freelancer, odnosno slobodni suradnik. Godine 1985. objavljuje roman Enderova igra (prijevod na hrvatski Marko Kajmak, Izvori, 2006.), a iduće godine njegov nastavak Govornik za mrtve (najavljeno u izdanju Izvora), slijede redom: Xenocide (1992.), Children of the Mind (1996.), Ender's Shadow (1999.), Shadow of the Hegemon (2001.), Shadow Puppets (2002.), "First Meetings in the Enderverse" (2002., kratke priče), Shadow of the Giant (2005.), A War of Gifts (2007.), Ender in Exile (2008.). Od ostalih njegovih radova najvažniji su serijali The Tales of Alvin Maker, Pastwatch: The Redemption of Christopher Columbus, The Homecoming Saga i Empire. Napisao je i dvije stripovske mini-serije Ultimate Ironman za izdavača Marvel.

## Objavljeno na hrvatskom
- Enderova igra (2006., Izvori)
- Zastor (Sirius 65)
- Nijema sonata (Sirius 110)
- Izgubljeni dječaci (Futura 22)
- Smrtni bogovi (Futura 57)
- Kraljevski komadi (Futura 63)
- Vozilo (Futura 87)
- Govornik za mrtve